# 錫奎斯特峰
79°45′S 81°20′W / 79.750°S 81.333°W
錫奎斯特峰（英語：Seaquist Peak），是南極洲的山峰，位於埃爾斯沃思地，處於邁耶山西北端，海拔高度800米，美國地質調查局根據測量和美國海軍拍攝的空中照片繪入地圖，現時由南極條約體系管理。